# Crema di marroni
La crema di marroni (o marmellata di castagne  o composta di castagne o confettura di castagne o confettura di marroni) è una conserva dolce spalmabile ottenuta da una lunga lavorazione delle castagne.

## Descrizione
Si usa la purea di marroni, ovvero il frutto del castagno ridotto in poltiglia, in misura non inferiore a 380 g per 1 kg di prodotto.
Spesso è aromatizzata alla vaniglia e può anche contenere alcune tracce di liquore.
Altri ingredienti che si possono usare sono il miele, oli e grassi commestibili, pectina liquida, vino, vino liquoroso, noci, nocciole, mandorle, vanillina, erbe aromatiche, spezie. La crema di marroni è stata prodotta industrialmente per la prima volta dall'industriale francese Clément Faugier nel 1885.

## Riconoscimenti
La marmellata di castagne è stata registrata come prodotto agroalimentare tradizionale dal Lazio. Le Marche hanno invece registrato la composta di castagne.